# Terug naar de kust (boek)
Terug naar de kust is het debuutboek van schrijfster Saskia Noort uit 2003. De titel behoort tot een lijn boeken die uitgeverij Anthos uitgeeft onder de noemer 'literaire thrillers'.

## Verhaal
Maria raakt zwanger, maar heeft in zoontje Wolf en dochtertje Merel twee kinderen en vindt dat genoeg. Daarom ondergaat ze een abortus. Vanaf dat moment ontvangt ze anonieme dreigbrieven, vreemde telefoontjes en een dode rat in haar post. Maria vlucht met haar kinderen naar haar zus Ans, die nog woont waar ze samen opgroeiden. Terwijl ze daar is, brandt haar eigen huis in Amsterdam af.
Terwijl Maria bij haar zus verblijft, komt er een sloot aan jeugdherinneringen boven. Ze lijkt langzaam door te draaien en krijgt last van black-outs. Haar bedreiger weet haar intussen ook op haar nieuwe verblijfplaats te bestoken met verwensingen. Er dienen zich verschillende verdachten aan, zoals Geert (haar ex en de vader van Wolf), Steve (tevens een ex en de vader van Merel) en Ans' spoorloos verdwenen echtgenoot Martin. Ondertussen raakt Maria bevriend met een collega van Martin, Harry.
Op zoek naar aanwijzingen, breekt Maria samen met Harry in op het kantoor van Martin. Ze worden daar betrapt door Ans, die beiden bewusteloos slaat. Zij is al die tijd de bedreigster van haar zus geweest. Ans heeft een diepgewortelde kinderwens, maar kan geen kinderen krijgen. Op het moment dat ze hoorde van Maria's abortus, draaide ze door. Ans neemt haar zus mee naar het strand om haar daar te vermoorden. Eerder doodde ze haar echtgenoot Martin. De politie is echter op tijd ter plaatse om Maria te redden.

## Trivia
- De lezer kan de betrokkenheid van Ans zien aankomen doordat die Maria vlak voor iedere black-out iets te drinken geeft, waarmee ze haar zus klaarblijkelijk drogeert.

## Waardering
- Terug naar de kust werd genomineerd voor de Gouden Strop 2003.
- In 2009 werd het boek verfilmd.